# Ас-саду

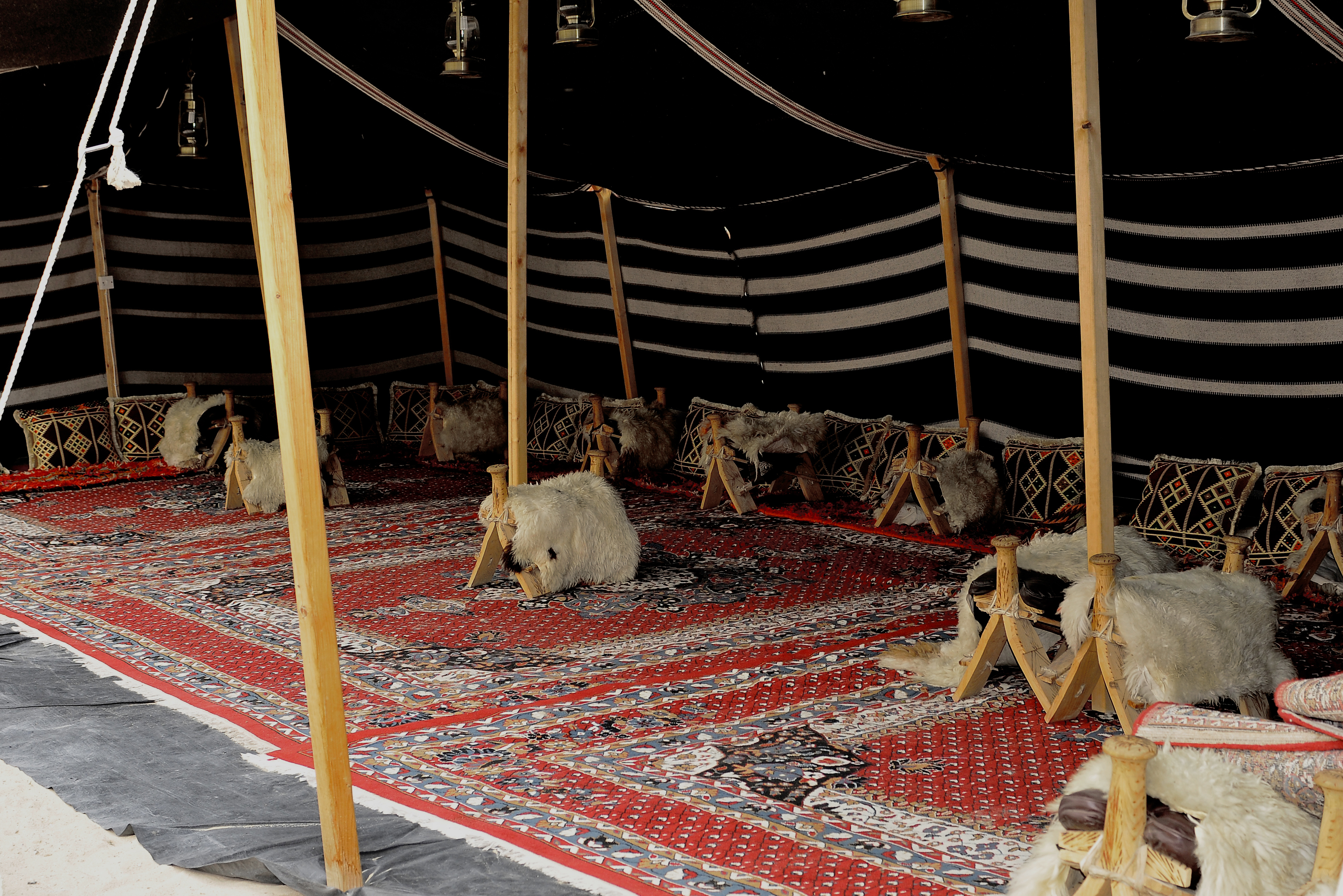
Бедуинская палатка с ас-саду в Национальном музее Катара

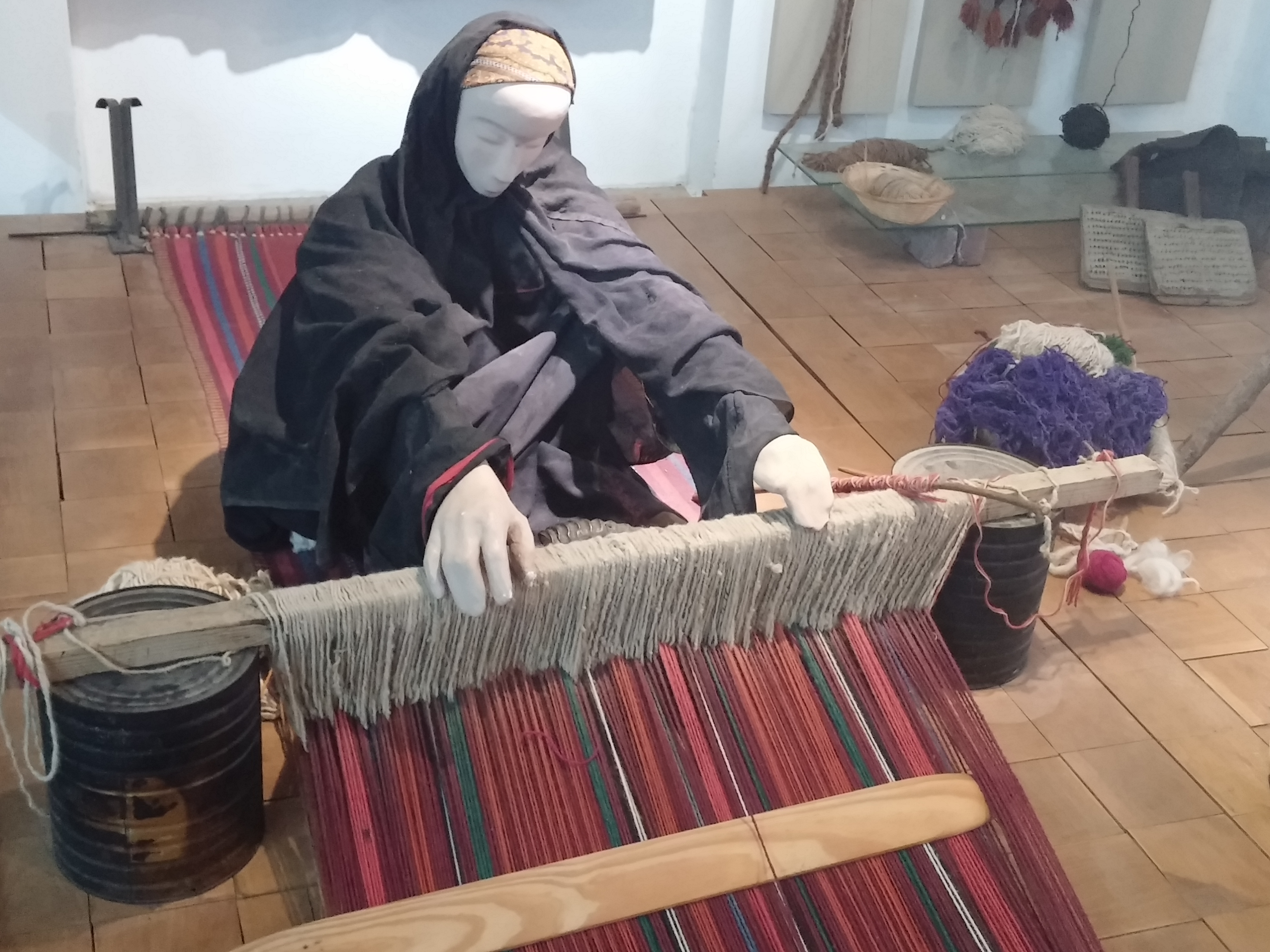
Бедуинское ткачество в Центре бедуинской культуры Джо Элона

Ас-саду (араб. السدو) — бедуинская традиция ткачества, распространённая на Аравийском полуострове. Для ткачества используется шерсть, окрашенная в красный, оранжевый, чёрный и другие цвета, и горизонтальный станок. Ас-саду имеют ширину от нескольких сантиметров до метра и более. Широкие полотна получают сшиванием нескольких тканей по длинной стороне.
Ас-саду использовалось для создания внешних и внутренних стен бедуинской палатки, её крыши, лежащих внутри ковров, подушек, а также сёдел, упряжи, сумок и других предметов; в XXI веке ас-саду и его мотивы часто декорируют и другие предметы. Орнаменты ас-саду изображают объекты окружающей природы и предметы кочевой и оседлой жизни.
Традиция ткачества ас-саду, с одной стороны, переместилась из пустыни в города вместе с бедуинами, а с другой начала использоваться правительствами стран Персидского залива для консолидации национальной идентичности. ЮНЕСКО признала традиции ткачества ас-саду ОАЭ, Кувейта и Саудовской Аравии шедеврами нематериального наследия человечества.

## Производство
Ас-саду ткут из шерсти на горизонтальном ткацком станке, который также называется «ас-саду», а также «натту» или «маттари». Станок основонастилочный. Мужчины пасут и стригут овец, верблюдов и коз, затем женщины прядут из их шерсти нити, красят их и ткут из них узорчатые полотна. Ограниченно применяется также хлопковая нить.
Собранную шерсть расчёсывают железными гребнями «аль-кирдаш», после чего прядут нити вручную с помощью короткого деревянного веретена «аль-мегзаль». В процессе ткачества нити разделяют рогом газели, именуемым аль-карн или аль-медра, а затем плотно подгоняют друг к другу дощечкой «аль-миншаза».
Бедуины покупали натуральные растительные красители у торговцев и соседних племён. Стандартная традиционная палитра — красный, оранжевый, бежевый, чёрный и белый, причём каждое племя предпочитало собственные цвета: в Кувейте были наиболее в ходу красные и оранжевые нити, а северные племена в основном красили пряжу в бордовый и синий. Использование зелёного и синего цветов варьировалось в зависимости от моды.
Зачастую ас-саду комбинируют с техникой вплетения дополнительных нитей для получения объёмного полотна, «рагаум».
Во время ткачества женщины читают вслух стихи, которые содержат мнемонические правила выполнения различных орнаментов. Также во время работы ткачихи разговаривают, обсуждают новости, читают стихи, рассказывают истории.
Полотна ас-саду довольно толстые и тяжёлые, они состоят из множества полос, сшитых вместе вручную.

## Продукция
Ас-саду используется для производства больших полотен для внешних и внутренних стен бедуинской палатки, подушек, сёдел, упряжи для лошадей и верблюдов, наплечных сумок, мягких ковров и других бытовых предметов, используемых пустынными кочевниками.
Важный продукт традиционного ткачества — палатка, «бейт аш-ша’р» («дом из шерсти»), длиной 3—12 метров и шириной 190 см, в которой проходила вся жизнь бедуинов. Палатки должны выдерживать сильные ветра пустыни, яркое летнее солнце и зимние проливные дожди. Обычно внешние стены палаток ткут из жёсткой чёрной козьей шерсти, которая плохо намокает, и тонких полос белой овечьей шерсти. Внутренние стены украшены небольшим количеством окрашенной в красный цвет мягкой верблюжьей шерсти. По мере износа стены палаток латали либо снимали и превращали в подушки.
Наиболее украшенная часть палатки — «ката» (араб. قاطع) или «ибжад», разделитель мужской и женской половины. Ката символизировала престиж племени. Она состояла из пяти полос ткани, сшитых вместе, причём нижняя полоса часто не имела украшений. Мужская (или общая) половина палатки именуется «аль-маджлис», она декорирована длинными полосами ткани и узорчатыми коврами; женская называется «аль-харам», там женщины и занимались ткачеством.

### Орнаменты
Ас-саду украшают разнообразные цветные орнаменты, имеющие не абстрактное значение, а прямо изображающие предметы, пути на местности и события. Среди мотивов — повторяющиеся треугольники, которые в разных видах выступают как символ величия Аллаха либо изображают песчаные дюны, крылья птиц или гроздья фиников. Сетка из ромбов изображает звёзды. Вложенные один в один ромбы символизируют воду, зигзаги — следы змей на песке или караваны. Расположенные в шахматном порядке точки означают глаза, заходящие друг за друга тонкие прямоугольные зубцы — семена, короткие горизонтальные полосы — рёбра, отражённый по горизонтали рисунок из треугольников — лошадиные зубы.
Главный орнамент разделителя-каты именуется «шаджара» («дерево»), это длинная полоса орнамента шириной 4—10 см, идущая по центру полотна. В шаджаре иногда можно было увидеть «васм», знак племени, к которому принадлежат обитатели палатки; современные ткачихи включают свой собственный знак вместо племенного, аналогично логотипам на товарах. Среди традиционных мотивов Кувейта встречаются и антропоморфные фигуры и изображения животных, хотя с 1970-х годов их перестали помещать на ткань из-за популяризации мнения, что изображения живых существ недопустимы в исламе. Своё место на полотнах нашли и ювелирные изделия, выступавшие для бедуинок символом социального статуса, и ножницы, и гребни, и зеркала.
В Саудовской Аравии природные орнаменты постепенно вытесняются орнаментами, изображающими город. В целом современные произведения ас-саду более монотонны и включают меньше разнообразных орнаментов.
Ткани, производящиеся на станке ас-саду, имеют социальную функцию и фактически создают пространство для общения. Их роль в качестве хранилища информации позволяют предполагать, что положение бедуинских женщин до урбанизации было довольно высоким. Жизнь в бедуинской палатке не позволяет полностью изолировать мужчин от женщин, невозможным оказывается и устранение женщин от участия в политических вопросах.

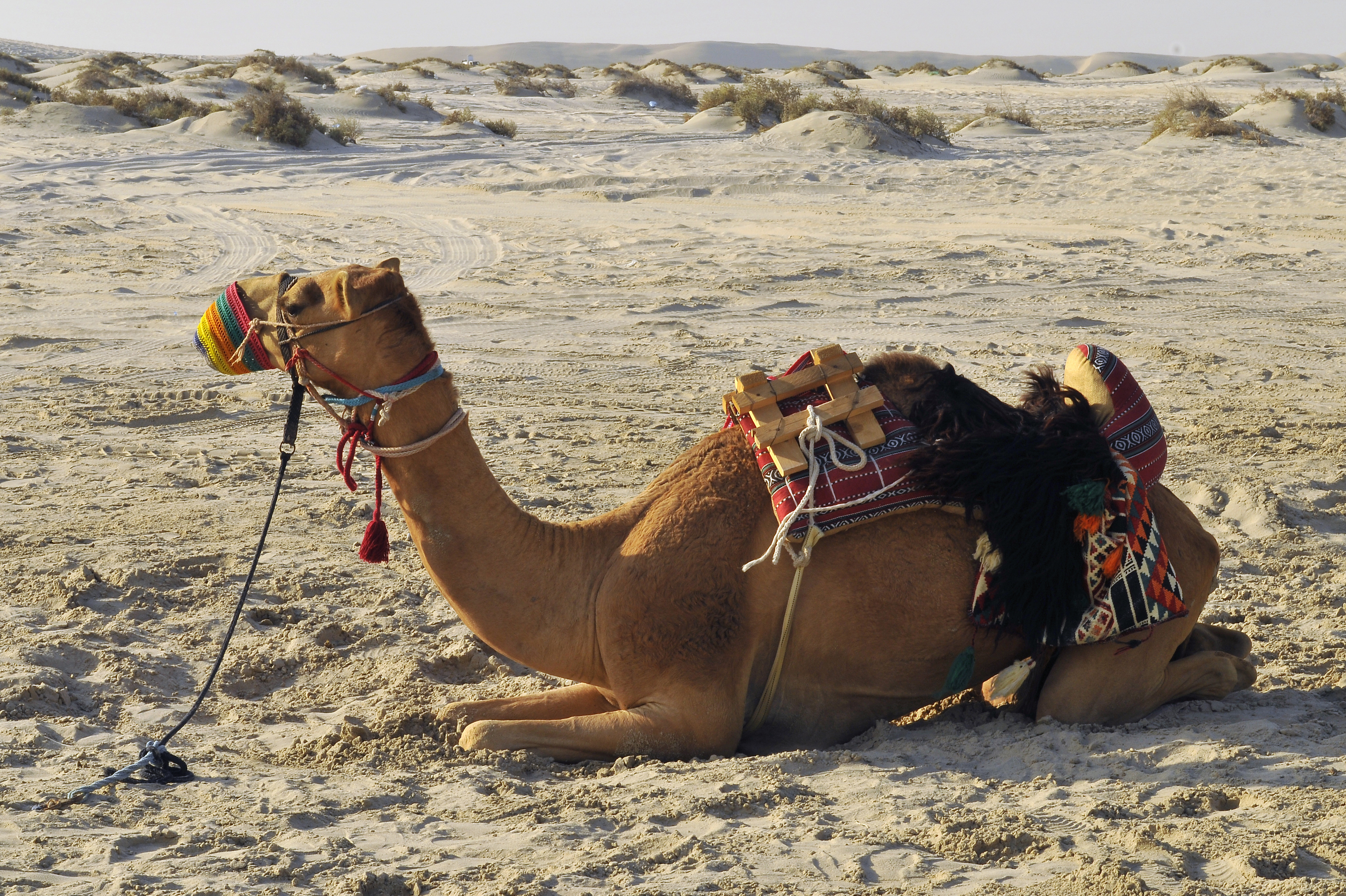
Тканое верблюжье седло, Катар
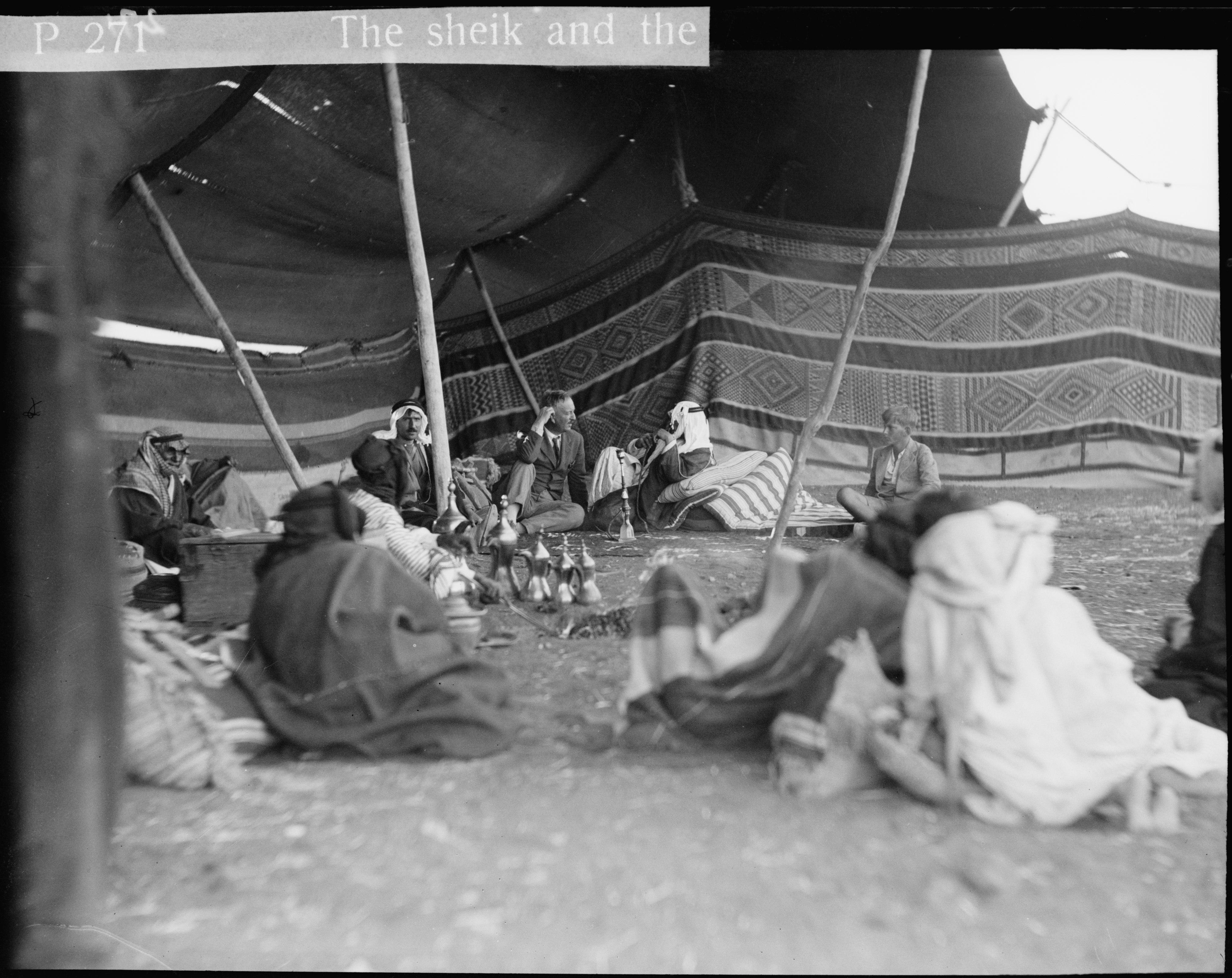
Ката, разделитель мужской и женской половины бедуинской палатки
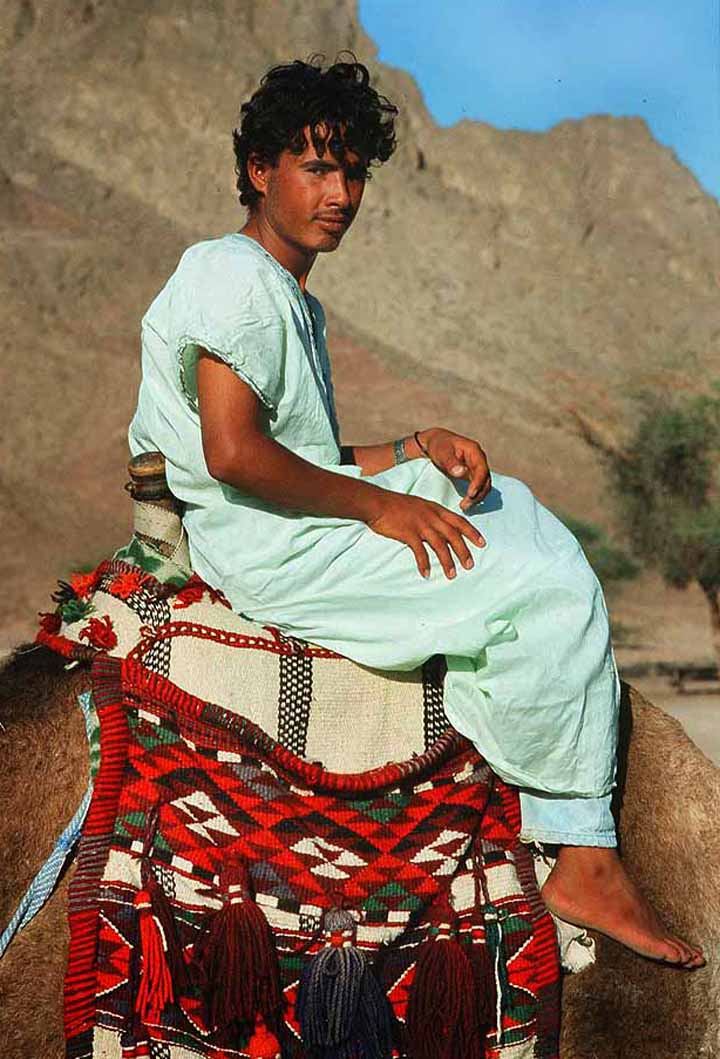
Тканое верблюжье седло, Израиль

## История
Родиной ас-саду является Аравийский полуостров, также бедуины принесли её в Сирию, Иорданию и Ирак. После начала экспорта нефти страны Персидского залива начали интересоваться собственными традиционными искусствами и давать им новое толкование: так, в Саудовской Аравии ас-саду начали создавать из новых материалов и с новыми орнаментами, также его стали воспринимать как высокое, а не прикладное искусство; в Кувейте вдобавок к этому полотна ас-саду начали считаться декоративными элементами, выражающими личные качества ткачихи. В ОАЭ ас-саду также стало восприниматься как высокое искусство.
Традиция этого искусства угасает, так как многие бедуины осели в городах, девушки обычно не учатся ткать, сосредотачивая усилия на получении образования; большинство ткачих — пожилые женщины. В Саудовской Аравии упадок ас-саду начался в начале XX века с объединением земель домом Аль Сауд, вызвавшим отход от кочевого образа жизни, и усилился с введением в 1960-х всеобщего образования. Исторически бедуинские девочки овладевали ткачеством к возрасту 15—16 лет. Аналогичные тенденции сократили количество мастериц и в ОАЭ. С другой стороны, ас-саду не подверглось такой коммерциализации, как персидские ковры и кофейники, так как хуже подходило для европейского жилища.

### Современное положение
Страны Аравийского полуострова используют ас-саду как символ общенациональной идентичности и финансируют фестивали и организации, продвигающие это ткачество. В 2018 году министерство образования Кувейта ввело уроки ас-саду в школьную программу для девочек. В этой стране также работает Кооператив ткачества ас-саду, занимающийся продвижением этого вида искусства. Ас-саду также пользуется ограниченной популярностью у современных художниц. Они часто добавляют в ас-саду новые цвета, орнаменты и материалы, а также делают свои произведения отчётливо-нарративными. Мотивы ас-саду можно найти на различных бытовых товарах, рекламных щитах, обложках книг.
В 1978 году в Кувейте был открыт Дом ас-саду, это произошло по инициативе ткачихи Альтаф аль-Али ас-Сабы. В Катаре ас-саду хранится в Национальном музее. Саудовский фестиваль Дженадрия в Эр-Рияде продвигает все виды культурного наследия страны, включая ас-саду. Вместе с этим, ткачихи, участвующие в Дженадрии, не занимаются производством ас-саду в повседневной жизни, и создают ткани специально для фестиваля по заказу государства.
В 2011 году ас-саду ОАЭ было признано шедевром нематериального наследия человечества ЮНЕСКО, нуждающимся в срочной защите, а в 2020 ас-саду Кувейта и Саудовской Аравии было включено в список шедевров нематериального наследия.

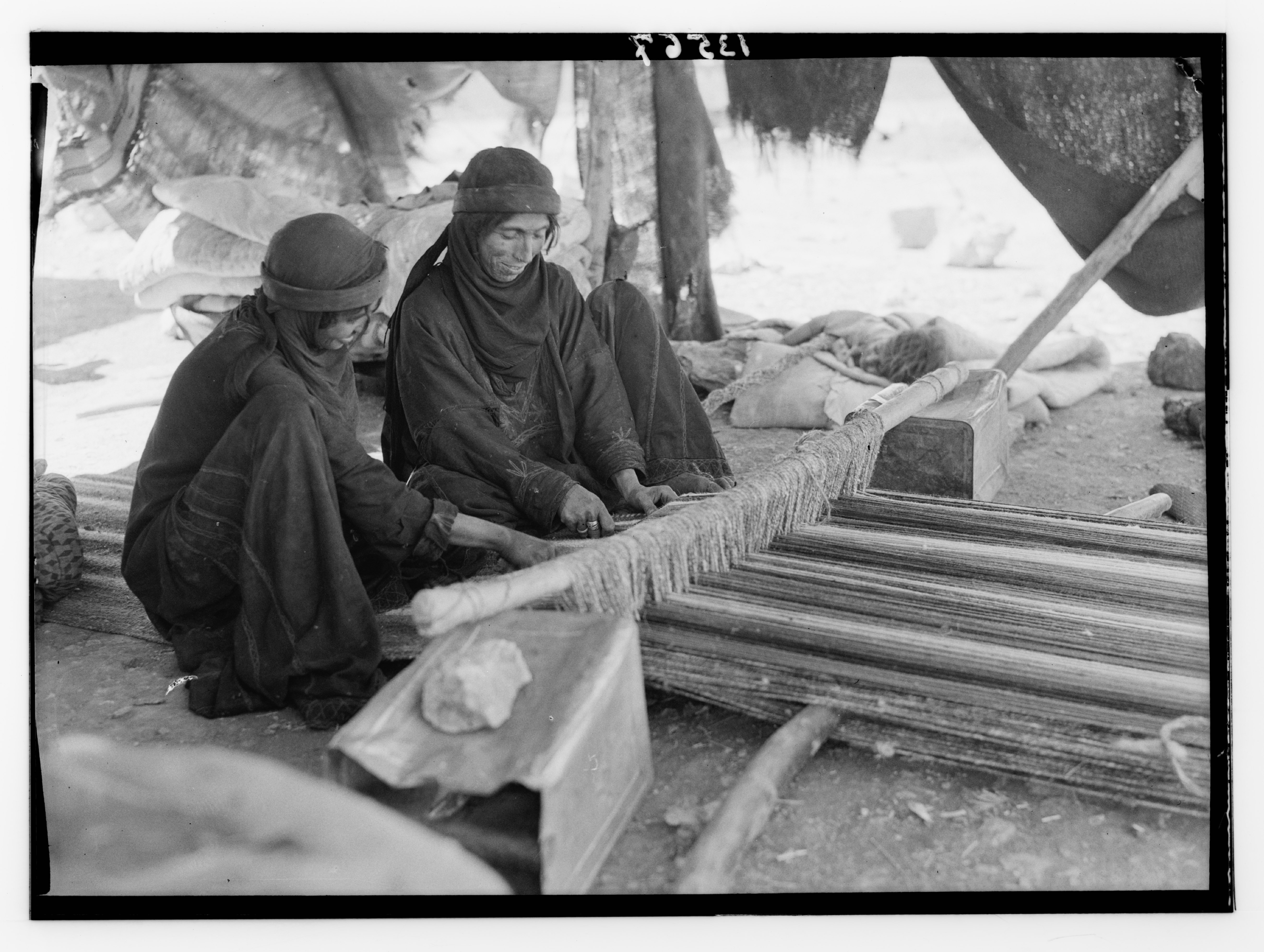
Бедуинки, занимающиеся ткачеством, 1946 год
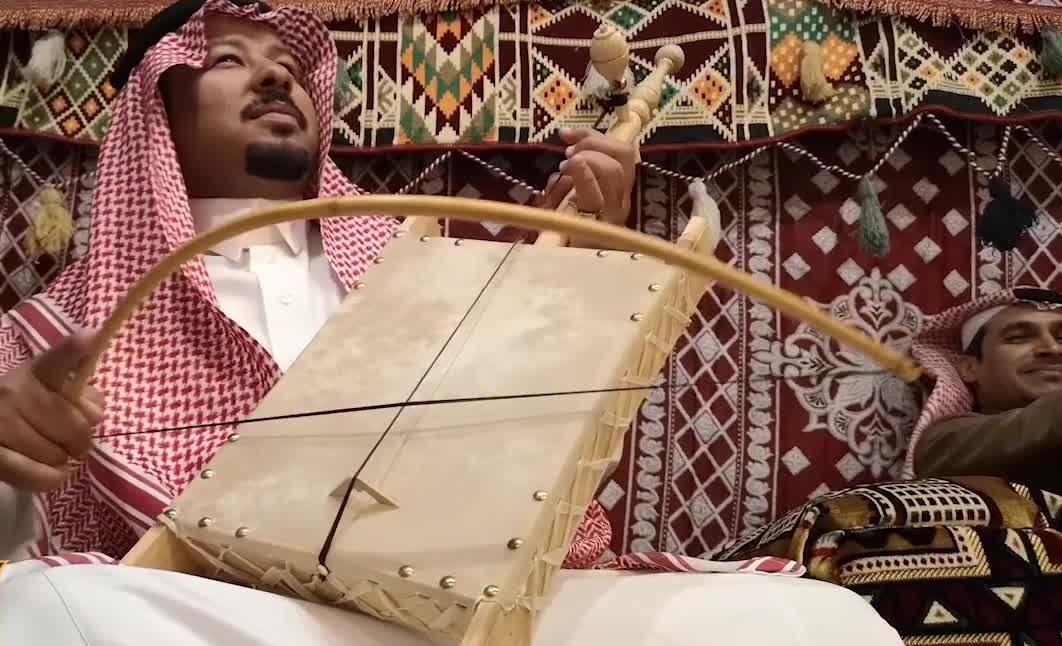
Музыкант, сидящий в традиционной палатке
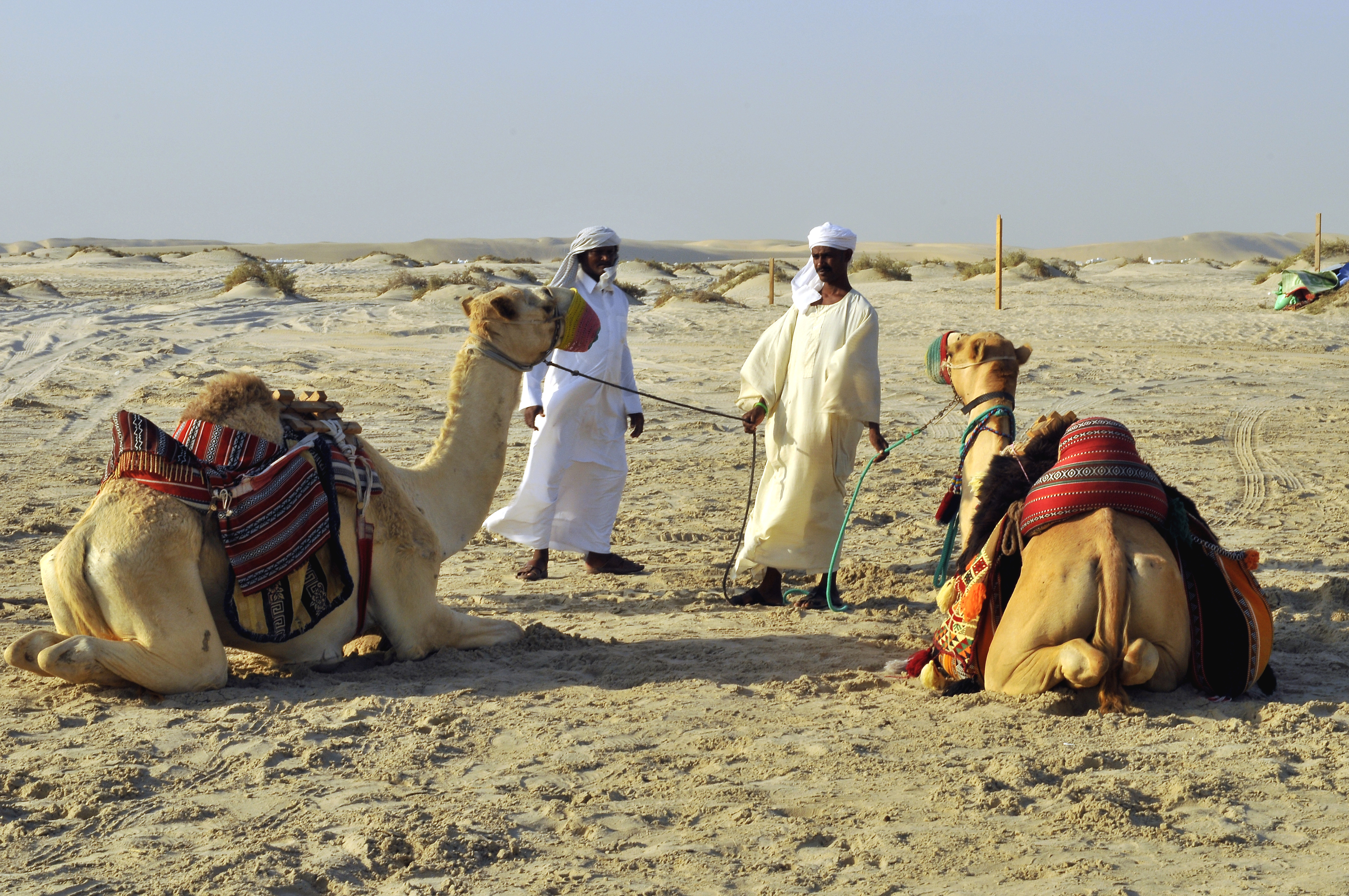
Верблюжьи сёдла
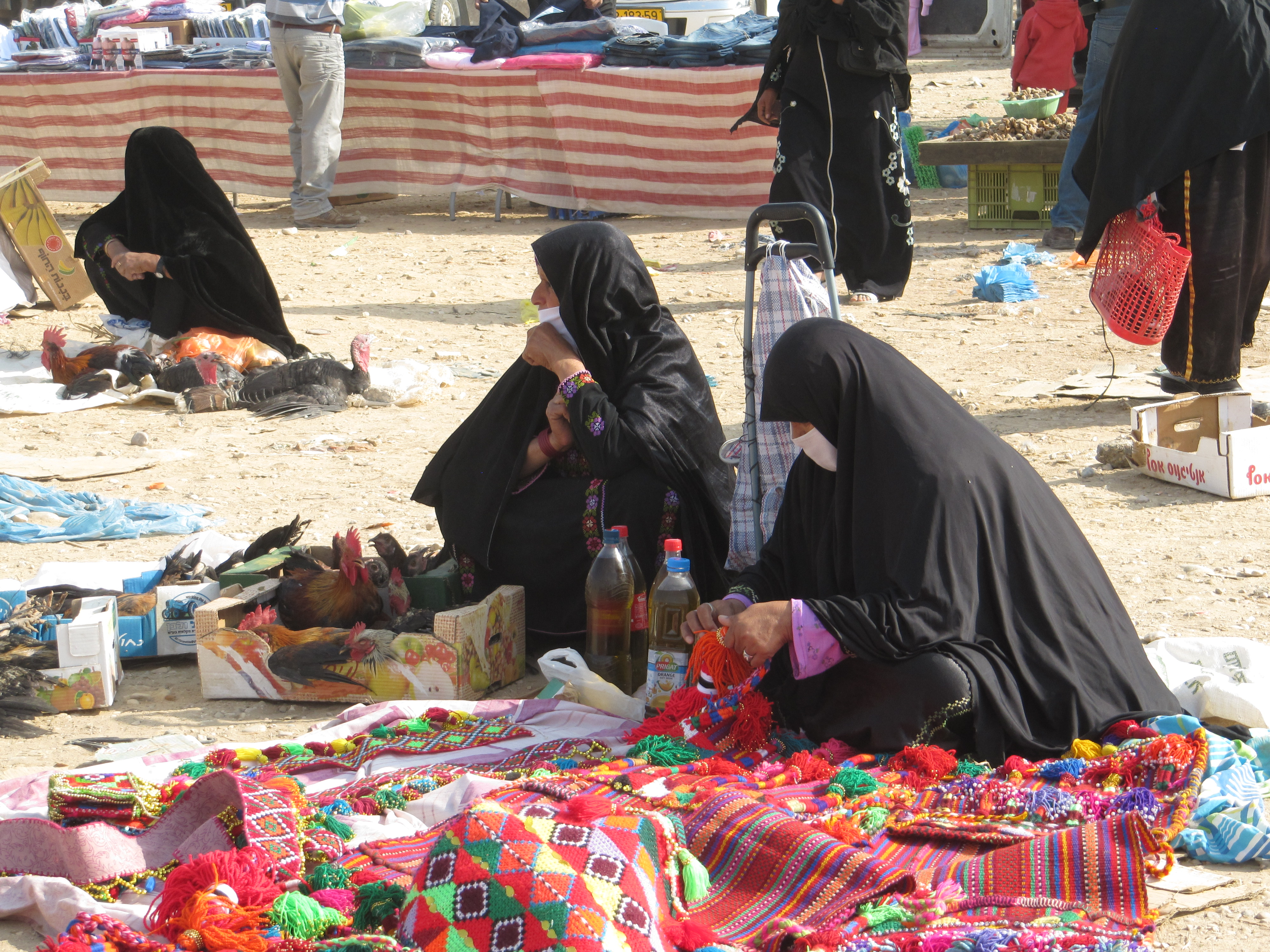
Бедуинки, продающие свои ткани, Беэр-Шева